# Gare de Lier
Ne doit pas être confondu avec Gare de Lier (Belgique).
La gare de Lier est une gare ferroviaire norvégienne de la ligne de Drammen, située sur le territoire de la commune de Lier dans le Comté de Buskerud.
La gare est réservée au trafic local se situant dans la commune de Lier. Elle se situe à 38.6 km d'Oslo.

## Situation ferroviaire
La gare de Lier est située au point kilométrique (PK) 46,84 de la ligne de Drammen, entre les gares d'Asker et de Brakerøya. 
En direction d'Asker s'intercale le tunnel de Lieråsen. Mis en service en 1973, ce tunnel de 10.723 km de long fut, jusqu'à l'ouverture du tunnel de Romerike en 1999, le tunnel le plus long de Norvège.